# دزدیده‌شده (فیلم ۲۰۰۹)
دزدیده‌شده (به انگلیسی: Stolen) فیلمی آمریکایی در ژانر درام و معمایی است که در سال ۲۰۰۹ منتشر شد.

## بازیگران
- جاش لوکاس
- جان هم
- رونا میترا
- جیمز ون در بیک
- جسیکا چستین
- جوانا کسیدی
- جیمی بنت
- مورنا باکارین
- مایکل کادلیتز
- جود سیکوللا
- ریک گومز
- گراهام فیلیپس